# La sposa persiana
La sposa persiana è una tragicommedia in cinque atti in versi martelliani di Carlo Goldoni del 1753, rappresentata per la prima volta nel Teatro San Luca di Venezia, con Caterina Bresciani nel ruolo di Ircana.
Composta appositamente per assecondare il gusto del tempo per i soggetti esotici, l'opera riscosse un clamoroso successo e venne replicata a lungo. Incontrò talmente il favore del pubblico che presto si diffusero trascrizioni eseguite direttamente in teatro durante lo svolgimento della rappresentazione:
(Carlo Goldoni, prefazione a La sposa persiana)
Il pubblico si appassionò particolarmente al personaggio di Ircana e fu chiesto a Goldoni di scrivere il seguito: La sposa persiana divenne quindi la prima parte di una trilogia di tragicommedie, cui seguirono Ircana in Julfa e Ircana in Ispaan.
(Carlo Goldoni, prefazione a La sposa persiana)
Pur essendo il soggetto del tutto originale, Goldoni si era documentato circa gli usi e i costumi persiani sul libro Modern history, or the present state of all nations (La storia delle Nazioni moderne) di Thomas Salmon.

## Trama
Ispaan, capitale della Persia. Machmut, ricco finanziere, costringe il figlio Tamas a sposare suo malgrado Fatima, figlia di Osmano, ufficiale del Sofì di Persia. Il giovane è però innamorato dalla bella e indomita schiava circassa Ircana e quindi vive combattuto tra l'amore per quest'ultima e i doveri verso la moglie. Ircana, imperiosa e seduttrice, adopera ogni sua arte per tenerlo avvinto e arriva anche a tentare di pugnalarlo per averlo solo per sé. Fatima riesce a farsi consegnare Ircana (Punirla tocca a me sola, che sono l’offesa...), ma, generosamente, la rimette in libertà. La circassa, umiliata, se ne va via senza dire una parola. Tamas, colpito profondamente dal gesto di Fatima, abbraccia la consorte.

## Poetica
Per Giuseppe Ortolani, con questo dramma di passione Goldoni proponeva un nuovo tipo di personaggio femminile (Ircana), dal carattere forte e deciso. Scrisse l'autore nella prefazione per l'edizione a stampa: Questa è una Commedia fondata sulla passione; altre ne ho fatte di un simile stile, e sono state gradite. Né il primo sono io stato a farlo, ma dai Francesi moderni ciò si è tentato, ed anche in Francia la Passione della Commedia fu bene accolta. I Spagnuoli, gl'Inglesi ne sono amanti, e l'esperienza m'insegna, che gl'Italiani ancora la sentono volentieri.